# 首都圏ICカード相互利用サービス

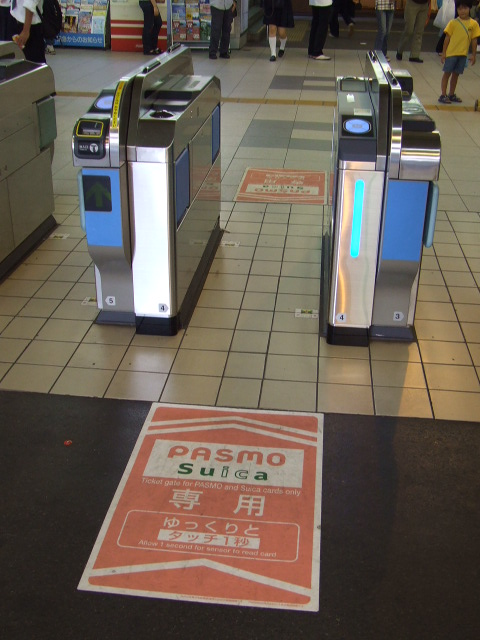
関東のPASMO・Suica加盟事業者利用可能駅ではどちらのカードも共通で鉄道乗車に使用可能である。（小田急電鉄 藤沢駅・カード専用改札機）

首都圏ICカード相互利用サービス（しゅとけんアイシーカードそうごりようサービス）は、東日本旅客鉄道（JR東日本）等が発行するICカード乗車券「Suica」と、パスモが発行するICカード乗車券「PASMO」について、お互いのエリア内の交通機関を相互に利用可能とし、合わせて電子マネー機能を含めた、双方が提供する主要なサービスを相互に共通利用できるサービス。2007年3月18日にサービスを開始した。

## 概要
首都圏の民鉄・バス事業者がパスネット・バス共通カードの後継となるICカード乗車券として「PASMO」を導入するにあたり、当初よりJR東日本が先行導入していたICカード乗車券「Suica」との相互利用を念頭にシステムを構築してきた。この成果として、SuicaとPASMOでは、センターシステム系の仕様を共通化し、両者のシステムを「ICカード相互利用センター」で接続。機器仕様やソフトウエアも両者で共通化し、様々な乗車パターン（機器動作総当たり件数約40万件、運賃判定検証パターン約12億3千万通り）に対応できるよう共通化を進め、2007年のPASMO新規導入日からサービスを始めている。
共通利用可能な内容は以下のとおりで、単なる共通利用だけではなく、双方の独自サービスについても共通化を進めている。利用に当たっての手続きなどは必要ない。
- Suica・PASMO利用可能エリアの相互乗り入れ
- Suica・PASMOのいずれにも「バス定期券」「連絡定期券」を搭載可能
  - ただし、Suica（地域連携ICカードも含む）にPASMO鉄道線エリアで完結する定期券を、またPASMOにSuicaエリアで完結する定期券を搭載することはできない。
- Suica・PASMO双方のエリアで「チャージ（オートチャージ含む）」「バス利用特典サービス」を利用可能
- Suica加盟店・PASMO加盟店双方で電子マネーを共通利用可

導入当初は、IC乗車券としては、JR東日本ではSuicaの首都圏エリアのみに限って導入され、PASMOは対象事業者99社のうち52業者に導入、その後エリア拡大という手法をとった。このため、Suicaを導入していた仙台・新潟地区で自動改札機の投入口付近などに「PASMOはご利用になれません」と書いたステッカーが貼付されていたが、2008年（平成20年）3月29日より仙台・新潟地区でも導入された。
2008年から2010年にかけ、各地方のICカードと相互利用サービスの拡大を続けていたが、2013年（平成25年）3月23日に交通系ICカード全国相互利用サービスが開始され、Kitaca・TOICA・ICOCA・SUGOCA・PiTaPa・manaca・nimoca・はやかけんとSuica・PASMOとが、それぞれのエリアで一斉に相互利用可能になった。また、PiTaPaを除いて電子マネー機能の相互利用も可能になった。
なお、PASMOエリアのうち関東鉄道（常総線および竜ヶ崎線）と千葉都市モノレールは従来通り Suica と PASMO でのみ利用可能であるほか、「オートチャージ」及び「バス利用特典サービス」もSuica・PASMO限定のサービス（他の8種のカードに非対応、及び他の8種のカードエリアで利用不可）となっており、交通系ICカード全国相互利用サービス開始後も「首都圏ICカード相互利用サービス」のスキームが現存する形となっている。

## 利用方法

### 鉄道での利用
Suica・PASMOいずれのエリアでも、改札機にSuica・PASMOをタッチすることで、入金（チャージ）残額から自動的に運賃を差し引く。連絡割引等についても自動的に適用される（ただし、重複する場合は最も割引額の大きい方のみの適用となる。また、改札を通る必要のない駅で改札を出場した場合、改札出場後30分以上経過した場合には適用されない）。なお、一度に精算できるのは4事業者分までである。途中一度も改札口を通らない場合は圏内で最大6事業者までの連続乗車が可能だが、運賃計算上5事業者以上になる場合は窓口での精算となる。
SuicaとPASMOはICカードの1枚使用が前提であり、磁気券で可能だった自動改札機への2枚投入や他の乗車券類との併用が自動改札機ではできない。一部事業者間の連絡改札口や新幹線の連絡改札口では磁気券+ICカードの同時使用が可能で、この場合入場時の乗車券に関係なく磁気券を挿入してからICカードをタッチする。なお、自動精算機では定期券情報・入場記録のないものに限り不足賃の支払いに使用可能である（JRでは、入場時のICカードと別のICカードの併用が可能）。
定期券で券面の区間外を利用する場合も出場時に自動精算される。なお、券面区間を経由して区間外の駅同士の相互発着となる場合は、区間外運賃の合計と区間内も含めて通しで計算した場合の運賃を比較して低廉である方の運賃を差し引く。
連絡定期券の発売範囲は、サービス開始時に従来の磁気定期券の発売範囲に加えて多摩都市モノレール・ゆりかもめ・横浜新都市交通（現・横浜シーサイドライン）の3社に拡大された。なお、IC乗車券の2枚同時使用はできないため、途中改札を通らない経路で2枚以上になる場合は従来通り磁気定期券を使用することになる。ただし、町田駅など連絡運輸が締結されていない駅や連絡運輸を行っている場合でも連絡改札口が設置されていない駅（または設置されていても利用者が使用しない場合）などでは2枚のIC定期券を所持することも可能ではある。2008年3月以降、発売範囲は大幅に拡大され、前述の町田駅連絡を含め、多くが発行可能となっている。
なお、Suica・PASMOのチャージ残額を使っての振替輸送には対応しておらず（定期券券面区間を利用した場合にのみ対応）、実際に乗車した交通機関の運賃が引き落とされる。

#### 普通運賃の計算方法について

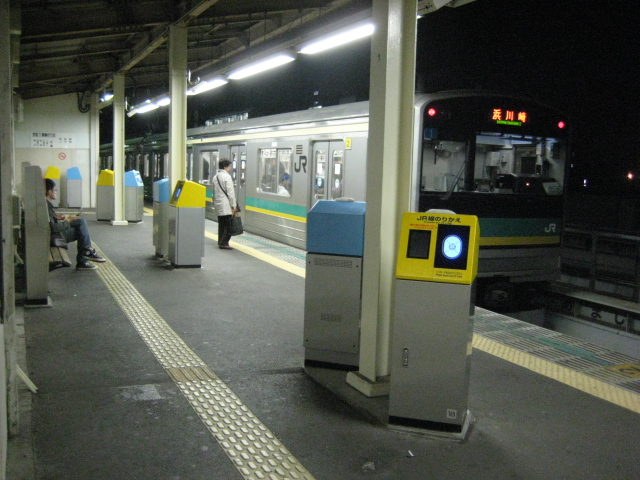
JR南武線八丁畷駅のホームに設置してある乗継用簡易IC改札機

普通運賃は、実際の乗車経路に関わらず最も安くなる経路を自動計算する（ただし、下記のような例およびすでに購入時に経路が指定されている定期運賃を除く）。
改札外乗り換えを要する場合
東京地下鉄・東京都交通局（都営地下鉄）の一部の連絡駅や京成電鉄の京成高砂駅（金町線と京成本線・成田スカイアクセス線）では、同一事業者内の乗り換えにおいて一旦改札口を通って行う。この場合、60分以内に再入場しないと運賃が打ち切られ、次回入場時に乗り換え駅からの運賃が差し引かれる。また、目的地となる降車駅よりも運賃が高額となる改札外乗り換え駅を経由して乗り継ぐ場合には乗り継ぎ駅で当該駅までの運賃が差し引かれ、それより安い目的地の駅で下車した場合でも超過分は戻らない。この改札外乗り換えの駅が改札を通らずに到達した2事業者目以降となる場合には、1事業者目からこの一旦出場駅までの経路が確定することになる。同一事業者内での改札外乗換は、磁気の普通乗車券・回数券では対応する改札口・改札機が限定されている場合もある（対応していない改札機に投入すると回収される）が、ICカードの場合はその制限がなく、乗換口として指定されていない改札口同士で乗り継いでも運賃が継続される。
なお、JR鶴見線・南武線（支線）の連絡駅で、乗り換えに際して一度改札を出る必要がある浜川崎駅では、このルールは対応していないため、設置されている簡易ICカード改札機（読み取り機）にカードを読ませてはいけない。
通過連絡運輸の非適用
JRにおいて通過連絡運輸が設定されている区間であっても、IC乗車券で乗車した場合はJR線区間の前後のキロ程は通算されず、それぞれの区間の運賃が別個に適用される（途中改札口を1度も通らない場合は下記と同様に全区間JR線扱いとなる）ため、磁気乗車券と比べて高額となる場合がある。ただし、東京メトロ千代田線の北千住駅 - 西日暮里駅間を経由してJR常磐線と山手線などをIC乗車券で乗り継ぐ場合に限り3区間個別の合計した運賃から100円減額されるというルールを新たに設定している（JR[1]+千代田線[160円]+JR[2]-100円。JRの1と2のキロ程は通算されない）ため、ICカードで乗車した方が安くなるケースがある。適用区間は常磐線 亀有駅 - 取手駅間と、山手線・埼京線（赤羽線区間）・京浜東北線（蕨駅 - 品川駅間）・宇都宮線（赤羽駅以南）で囲まれた区域の各駅の相互発着で、これらの各駅のきっぷうりばに掲げている運賃表にはICカードで乗車した方が安くなる駅が記載されている。
なお、この他にICカード利用エリアで通過連絡運輸を行っている区間は、東京メトロ東西線中野～西船橋間経由のみである。
他の事業者を経由して元の会社線に乗り継ぐ場合
最初に入場した事業者の駅から途中一度も改札口を通ることなく、他の事業者を経由して元の事業者の路線の駅まで乗り継ぐ場合は、入場した事業者の路線のみで乗車できる経路がある時に限り、他線経由時の運賃の方が安い場合でも全区間最初に入場した事業者の路線のみ乗車したものとする。ただし、他社と改札内を共有する共同使用駅（中野駅・西船橋駅・北千住駅・綾瀬駅・八丁畷駅・小川町駅 (埼玉県)・寄居駅・下館駅）で入・出場した場合は安い方の運賃を適用する。なお、西船橋駅ではJRとJR総武線(地下鉄東西線直通)・東京地下鉄・東葉高速線の改札が分離されるとともに乗り継ぎ用の自動改札機が設置されている（運賃の計算基準は変更なし）。現在、この規定で高額な運賃が発生する可能性があるのはJRのみである。
連絡（中間）改札がない駅で別の会社線に乗り換える場合
他社と改札内を共有する駅のうち、八丁畷駅・小川町駅 (埼玉県)の各駅には乗り継ぎ用の簡易ICカード改札機が設置されており、これにタッチすることで当該駅を通過したという情報を書き込む。これにタッチしないと中野または北千住などを経由した運賃が意図せず引き落とされる場合がある。
なお、かつては拝島駅・伊勢崎駅・越生駅・寄居駅でも同様の取り扱いが行われていた。拝島駅については駅舎が橋上化された2007年8月24日から2008年3月14日まで自由通路の一部をJR線と西武線の連絡通路として使用していた。伊勢崎駅についても、高架化に伴うJR・東武鉄道の改札分離が行われた2010年3月13日まで、越生駅では自由通路新設に伴いJR・東武の改札が分離された2019年3月15日まで同様の取扱が行われていた。
厚木駅は、2014年2月15日から乗り継ぎ用の簡易ICカード改札機に代わり、乗り継ぎ用の基本型自動改札機が設置された。これにより、タッチを失念して改札を通過する事は無いものの、従来通り最初の改札を小田急とJRで共用しているため、ICカード利用の取扱に変化はない。
寄居駅は、2022年3月12日から秩父鉄道にPASMOが導入されたことに伴い、改札口にあったJR・東武の共通簡易ICカード改札機は八高線連絡通路上に移設の上で八高線専用となり、新たに秩父鉄道線のホーム上に秩父鉄道線専用の簡易ICカード改札機が設置された。東武東上線連絡通路上にある簡易ICカード改札機は東上線専用で変化はない。寄居駅から乗車する場合はどの鉄道会社であっても乗車路線の1回タッチだけで乗車可能になった（乗り換えの場合は乗換元路線の出場と乗換先路線の入場で必ず2回タッチが必要）。

#### オートチャージサービス
チャージ残高が一定額未満となった場合に登録したクレジットカードを経由して自動的に一定金額をチャージするサービスで、Suica・PASMO双方で展開されているが、双方の駅の青い読み取り機が付いた自動改札機で、対応したカードであれば、Suica事業者・PASMO加盟事業者の別なくオートチャージが可能である。
このサービスは Suica 及び PASMO のエリア内でのみ有効であり、Suica / PASMO エリア外での全国相互利用サービス利用時は対象外となる。また、タッチでGo!新幹線利用時は Suica / PASMO を問わずオートチャージに対応しない。

### バスでの利用

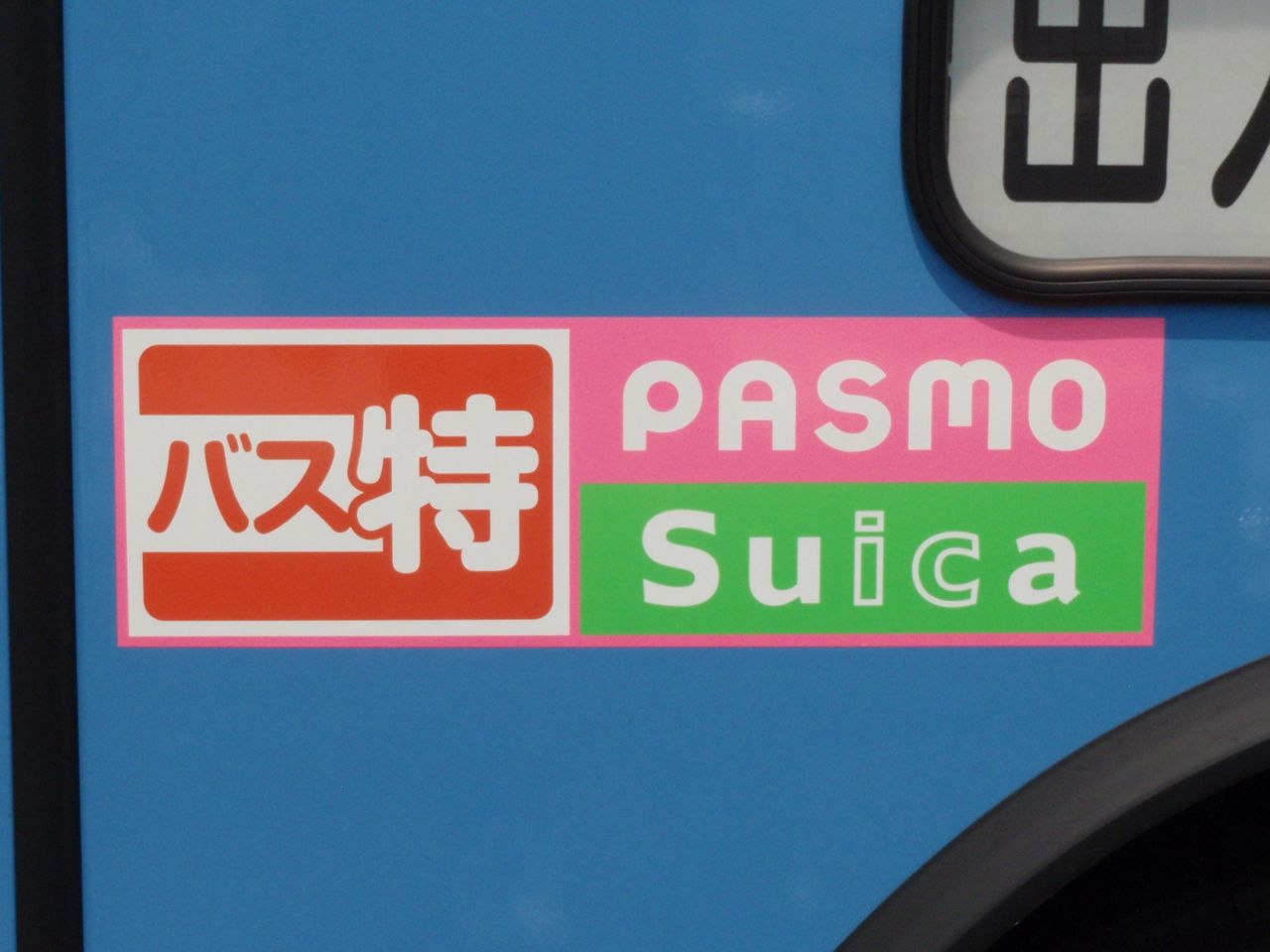
「PASMO」「Suica」が併記された「バス特」ステッカー

利用可能なバスには、出入口に「バス特 PASMO Suica」または「PASMO Suica ご利用いただけます」というステッカーを貼付している。初期のSuicaカード（電子マネー非対応のもの）は利用できないため、読み取り機に注意書きステッカーを貼付している。なお、バス車内でのチャージはSuica・PASMOの別なく可能である。
「バス特 PASMO Suica」のステッカーが掲出されたバスではSuica・PASMOいずれの利用でも『バス利用特典サービス』に対応する。PASMO・Suicaのチャージ額を利用してバスに乗ると自動的にバスポイントがたまり、一定ポイント以上貯まると自動的に「特典バスチケット」が付与され、次回バス利用時にバス運賃としてPASMO・Suicaのチャージ額に優先して10円単位で自動的に使用される。Suica / PASMO 以外の交通系ICカードは『バス利用特典サービス』に対応しない。
1回ICカードをリーダ／ライタに触れて運賃精算が完結すると、誤タッチで二重に運賃が引き落とされないように、そのバスが終点に到着するまで運賃が差し引かれないようになっているところもあるため（「処理済カードです」の表示が出る）、複数人で使用する場合は、あらかじめ申告しなければならない。

### 電子マネー
当初からSuicaショッピングサービス（現・Suica電子マネー）とPASMO電子マネーとは共通運用がなされており、Suica・PASMOの各対応店舗の別なく相互に利用可能となる。店頭でのチャージについては、Suica加盟店でのPASMOへのチャージとPASMO加盟店でのSuicaへのチャージができない例が多かったが、解消されつつある。
なお、Suica・PASMOの加盟店では、JR北海道のKitaca・JR東海のTOICA・名古屋鉄道と名古屋市交通局等のmanaca・JR西日本のICOCA・JR九州のSUGOCAと、西日本鉄道等のnimoca・福岡市交通局のはやかけんの電子マネーサービスも相互利用可能である。

## 履歴の表示・印字
SuicaおよびPASMOのSF残額履歴を印字および表示することができる。
Suicaの残額履歴を印字する場合は、
- Suicaエリアでは直近の最大100件まで印字できる。2017年3月31日までは最大50件までで一度印字すると再印字ができなかった。
- PASMOエリアでは直近20件まで印字できる。

ただし、表示については両エリアとも直近20件までの履歴を何度でも表示できる。
PASMOの残額履歴を表示・印字する場合は、Suica加盟事業者の駅も含めて直近20件までの履歴を表示・印字でき、カードに履歴が残っている間は何度でも印字できる。
ただし、Suica・PASMOともに利用から26週間を経過した履歴は表示・印字できない。
PASMOエリアで印字する場合はSuicaの場合も含めてカード番号がすべて表示されるが、Suicaエリアで印字する場合はカード番号の下4桁しか表示されない（チャージや定期券購入などの領収書も同様）。
また、記名PASMO（PASMO定期券を含む）の場合はインターネットを通じて3か月前までの履歴を照会できる。これは記名PASMO・PASMO定期券利用者向けの会員登録制サービスであり、Suicaの履歴照会はできない。会員登録と照会方法については公式ホームページの履歴照会サービスを参照のこと。
履歴印字は、カードの種類や印字した事業者に関わらず、ほぼ同一の内容が印字される。内容は利用月日・利用種別（入場・出場・バス等・物販など）・利用駅（バス利用時は事業者名）・残額である。このうち利用駅名と利用事業者名は4文字の略称で印字される。利用駅名の印字は、乗り換え駅や同名の駅が存在する場合に限り事業者名が駅名に冠される。この方式はパスネットの裏面印字（乗車時）と類似している。

## その他
- PASMOサービス開始時にSuica所持者が相互利用できることを知らずに、あるいはSuica加盟社線 - PASMO加盟者線間の連絡定期乗車券の区間設定がないため、PASMOも購入するなどして在庫が僅少になった経緯があるため、2007年（平成19年）9月のPASMO発売再開時から、JR東日本とPASMO協議会の共同製作で「Suica・PASMOご利用ガイド」のパンフレットを駅やバス車内にて配布すると共に、駅構内に「じつは、1枚でいける。」のポスターを貼付している。ただし、実際には券売機や改札機、駅の売店などに両カードマークが併記されているケースは少ない。PASMO加盟者側にSuicaの記載がない場合が多い。また、Suica加盟社のJR東日本では両カードが併記されている。

## 障害者用ICカードサービス
関東ICカード相互利用協議会は、2022年9月14日に首都圏ICカード相互利用エリア内で使用可能な「第一種身体障害者・第一種知的障害者本人とその介助人用ICカードサービス」の導入を行うと発表し、2023年3月18日からサービスを開始している。

### 注記
1. ↑  路線名称で表記した場合における、以下の区間内の各駅。
  - 東北本線：東京駅 - 蕨駅間
  - 東北本線（宇都宮線）：日暮里駅 - 尾久駅 - 赤羽駅間
  - 東海道本線：東京駅 - 品川駅間
  - 山手線：全線（品川駅 - 田端駅間）
  - 赤羽線（埼京線）：全線（池袋駅 - 赤羽駅間）
  - 中央本線 神田駅 - 代々木駅間
  - 総武本線 御茶ノ水駅 - 秋葉原駅間。
2. ↑  地域連携ICカードの各カードのエリア、新潟Suicaエリア、仙台Suicaエリア、青森・盛岡・秋田Suicaエリアの各エリアのうち、りゅーとエリア（新潟エリア内）、icscaエリア（仙台エリア内）を除くエリアを含む